# Mecha
Mecha je uvriježeni naziv za divovske robote kojima upravljaju piloti, koji potječu iz japanskih manga stripova i anime crtanih filmova, ali su se proširili po cijelom svijetu u raznim komercijalnim oblicima (npr. poznate su lutke "Transformers"). Naziv je potekao od riječi mechanic (mehanički). 
Prvi divovski robot u japanskoj kulturi rodio se 1972. godine. Zvao se Mazinger Z, a osmislio ga je crtač stripova Go Nagai. Čudovišta napadaju iz svemira, branitelji imaju tajnu bazu, u divovskom robotu sjedi tinejdžer i kontrolira ga, te u svakoj epizodi te crtane serije uništi po jedno čudovište. Ta formula, koja je po jednostavnosti i genijalnosti ravna američkom izumu superjunaka u tajicama, bit će nepresušan izvor nadahnuća stotinama japanskih animatora tijekom sljedećih dvadeset godina. 
Dakle, isprva je mecha prikazivala robote kako se bore protiv čudovišta. Zatim se pojavila glasovita serija Gundam (1979.), gdje su prvi put roboti korišteni u ratu ljudi protiv ljudi, što znači da robot sam po sebi više nije bio junak, nego oruđe. 
Još od Wagnera nije bilo umjetničkog oblika koji bi toliko zasluživao laskavu titulu Gesamtkunstwerk. To nije umjetnost za nepripremljene. Japanski ljubitelj mecha, kao i europski ljubitelj opere, neće pratiti samo radnju. On će proučavati dizajn robota i procjenjivati uvjerljivost njihovih mehanizama, jer postoje animatori koji su se specijalizirali isključivo za to područje. On sluša kako likovi govore i prepoznaje svoje omiljene sinkronizatore, od kojih neki imaju status ravan najvećim zvijezdama igranog filma. Specijalni efekti, koreografija bitaka, glazba i songovi, dizajn uniforme pilota i njegova frizura — sve je bitno, sve se strogo ocjenjuje. 
Međutim, kad god neka umjetnička grana nabuja i razradi svoja pravila i ikonografiju, prije ili kasnije pojavi se genij koji je izvrne naglavce i strovali u dekadenciju. Za vesterne je to učinio Leone, za krimiće Lynch. I mecha je već dobila svog enfant terrible, a to je Hideaki Anno sa serijom Shin Seiki Evangelion. U toj seriji, divovski robot je zapravo živo biće i postaje sredstvo za eksterioriziranje bolesne psihe svojeg tinejdžerskog pilota, pa bitke robota završavaju i u kanibalizmu!